# Carbonyl

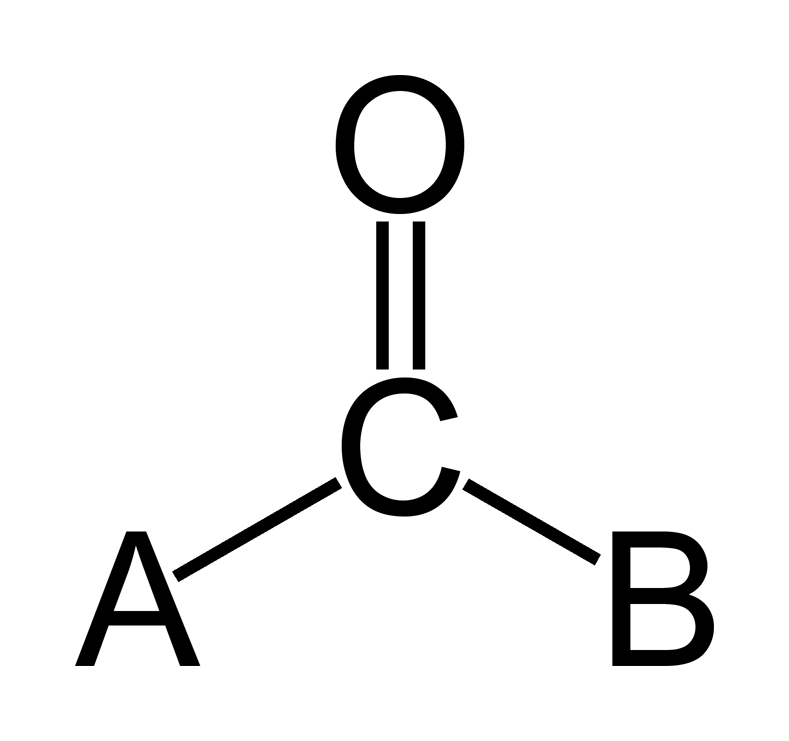
Nhóm carbonyl

Trong hóa học hữu cơ, nhóm cacbonyl là một nhóm chức bao gồm một nguyên tử cacbon liên kết cộng hóa trị đôi với một nguyên tử oxy (ký hiệu: C=O). Nhóm cacbonyl tồn tại trong nhiều hợp chất hữu cơ, và thường là một phần nhỏ của các nhóm chức lớn hơn. Nếu một hợp chất tồn tại nhóm cacbonyl, hợp chất đó sẽ được gọi là hợp chất cacbonyl
Nhóm chức cacbonyl có tính phân cực do oxi có độ âm điện lớn hơn cacbon, và vì thế đây làm nhóm rút electron.
Nhóm cacbonyl có trong andehit và xeton. Ở xeton, cacbon của nhóm cacbonyl sẽ gắn với hai gốc hydrocarbon. Tuy nhiên, ở andehit, cacbon của nhóm này sẽ gắn với hydro ở một đầu còn đầu còn lại gắn với gốc hydrocarbon hoặc một nguyên tử hydro khác.
Thuật ngữ cacbonyl cũng có thể đề cập đến cacbon monoxit - một phối tử của hóa học vô cơ hoặc một phức hợp của hóa học cơ kim (ví dụ: niken tetracacbonyl).

## Các hợp chất cacbonyl
Nhóm cacbonyl là một phần của các hợp chất sau:
- Andehit
- Xeton
- Axit cacboxylic
- Este
- Amid
- Enon
- Axit halogen
- Axit anhydride
- Imid

## Các phương pháp nhận dạng
- Quang phổ hồng ngoại: Việc hiểu rõ cấu hình phân tử giúp xác định chính xác vị trí hấp thụ tia hồng ngoại ở các phân tử chứa nhóm cacbonyl. Liên kết đôi của C=O sẽ hấp thụ tia hồng ngoại ở số sóng giữa khoảng 1600–1900 cm−1(5263 nm đến 6250 nm). Khoảng hấp thụ này có thể được gọi là mũi cacbonyl trên dải hồng ngoại.
- Quang phổ tử ngoại: Khi sử dụng phương pháp quang phổ tử ngoại với axeton hòa tan nước, nhóm cacbonyl cho số sóng hấp thụ ở khoảng 257 nm.
- Cộng hưởng từ hạt nhân: Tùy thuộc vào các nguyên tử lân cận mà liên kết đôi C=O sẽ cho các tín hiệu khác nhau. Thông thường, tín hiệu của nhóm cacbonyl sẽ bị dịch chuyển xuống vùng trường thấp. Khi dùng cộng hưởng từ hạt nhân cacbon-13, cacbon của nhóm cacbonyl cho tín hiệu trong khoảng 160-220 ppm.